# オイリーボーイ
オイリーボーイ（Oily Boy）とは、雑誌「POPEYE」の読者OB層である1960年代生まれの男性を対象にマガジンハウスが発行したムック。
そもそもは、実業家・白洲次郎のニックネームだった。彼が英国留学していた時代に車が趣味で、愛車をいじり倒し、レースに参加したり長距離ドライブに興じたりしており、毎日のように油まみれになっていたことから"Oily Boy"と呼ばれていたことにちなんだ和製英語で、「大人になっても少年のような熱い心を忘れない素敵な大人たちのこと。仕事をしっかりとこなす傍ら、空いた時間を自分の趣味に熱中するような生活を送る男性」を読者イメージとしている。
1号が2008年12月、2号が2009年5月に発売された。
2011年11月に発行された3号目にあたるムックには「THE IVY BOOK・これがオイリーボーイのアイビーだ!」のサブタイトルがついた。